# فيديريكو هاينز
فيديريكو هاينز (Federico Heinz) هو مبرمج من أمريكا اللاتينية ويعيش في الأرجنتين. وهو شريك في تأسيس مؤسسة فيا الحرة (Fundación Vía Libre)، وهي منظمة غير ربحية تشجع تناقل المعلومات بشكل مجاني لزيادة التقدم الاجتماعي، واستخدام وتطوير البرامج الحرة. وقد ساعد في مشروع إنغ للأرجنتين، دراغان، الدكتور كوندي، ومشروع بيرو الدكتور فيلانويفا ودافع قانونياً عن استخدام البرامج الحرة في جميع مجالات الإدارة العامة. ويتخدث الأسبانية، الإنجليزية، والألمانية بطلاقة.

## وصلات خارجية
- فديو لهاينز مع لجنة خبراء عن الإدراة العامة
- تسجيل لمحادثتين لهاينزمنمؤتمر دبلن ،29 ابريل 2006
- المدونة الشخصية
- حساب أيدنتكا